# Dysphania nigrostriata
Dysphania nigrostriata là một loài bướm đêm trong họ Geometridae.